# Frederick McCarthy
Frederick Richard "Fred" McCarthy, född 15 oktober 1881 i Stratford i Ontario, död 15 februari 1974 i Toronto, var en kanadensisk tävlingscyklist.
McCarthy blev olympisk bronsmedaljör i lagförföljelse vid sommarspelen 1908 i London.